# Marc Szydlik
Marc Szydlik (* 15. Februar 1965 in Maxhütte-Haidhof) ist ein deutscher Soziologe und Hochschullehrer.

## Leben
Nach dem Studium in Hamburg und Berlin von 1984 bis 1989 promovierte Szydlik 1993, als Doktorand am Max-Planck-Institut für Bildungsforschung, an der FU Berlin mit der Arbeit Arbeitseinkommen und Arbeitsstrukturen – Eine Analyse für die Bundesrepublik Deutschland und die Deutsche Demokratische Republik. Von 1993 bis 2000 war er, mit kurzen Unterbrechungen für Aufenthalte als Gastwissenschaftler an der Harvard University, London School of Economics und Columbia University, Wissenschaftlicher Assistent an der Freien Universität Berlin am Institut für Soziologie  bei Martin Kohli. Dort erfolgte 1998 auch seine Habilitation für den Fachbereich Soziologie.
2000 nahm Szydlik den Ruf auf den Lehrstuhl für Methoden der Empirischen Sozialforschung an der neugegründeten Staatswissenschaftlichen Fakultät der Universität Erfurt an. Von 2003 bis 2005 war er Mitglied der vom Bundesministerium für Familie, Senioren, Frauen und Jugend eingesetzten Sachverständigenkommission zur Lage und Zukunft der Familie, die den Familienbericht der Bundesregierung erstellt. 2004 folgte Szydlik einem weiteren Ruf auf die Professur der Soziologie an die Universität Zürich. Seit 2005 hat er die Leitung der Forschungsgruppe Arbeit, Generation, Sozialstruktur (AGES) und 2005 bis 2013 war er Direktor des Soziologischen Instituts der Universität Zürich.
Szydlik war mehrfach Gastwissenschaftler im Ausland, unter anderem in Harvard, Oxford und Stanford, und ist Beiratsmitglied verschiedener Fachzeitschriften.

## Forschungsschwerpunkte
Die Schwerpunkte von Szydlik liegen auf der Analyse der Sozialstruktur, insbesondere beschäftigt er sich mit den Themengebieten Lebenslauf, Arbeit, Generationen, sowie mit  Empirischer Sozial- und Wirtschaftsforschung.

## Publikationen (Auswahl)
- Die Segmentierung des Arbeitsmarktes in der Bundesrepublik Deutschland – Eine empirische Analyse mit Daten des Sozio-ökonomischen Panels. Berlin 1990: edition sigma. ISBN 3-89404-605-8.
- Arbeitseinkommen und Arbeitsstrukturen – Eine Analyse für die Bundesrepublik Deutschland und die Deutsche Demokratische Republik. Berlin 1993: edition sigma. ISBN 3-89404-803-4.
- Lebenslange Solidarität? Generationenbeziehungen zwischen erwachsenen Kindern und Eltern. Opladen 2000: Leske + Budrich. ISBN 3-8100-2507-0.
- hrsg. mit Martin Kohli: Generationen in Familie und Gesellschaft. Opladen 2000: Leske + Budrich. ISBN 3-8100-2598-4.